# Trosaardbeispinazie
Trosaardbeispinazie of aardbeimelde (Blitum capitatum, synoniem: Chenopodium capitatum) is een plant uit de amarantenfamilie (Amaranthaceae). 
De bladeren zijn bochtig ingesneden met lange afstaande tanden. De kleur ervan is lichtgroen. Aanvankelijk vormt de plant een rozet waaruit later verschillende stengels groeien. Kenmerkend voor trosaardbeispinazie zijn de rode schijnvruchten, die aan aardbeien doen denken. De schijnvruchten bestaan uit rood opgezwollen bloembekleedselen. De plant is overigens in het geheel niet verwant aan de aardbei. De planten komen uit het Middellandse Zeegebied en delen van Azië. In Nederland is hij in cultuur geweest, waarbij de plant op dezelfde manier bereid werd als spinazie. Door deze groente is hij verdrongen omdat de bladeren ervan gemakkelijker machinaal zijn te oogsten. Bij trosaardbeispinazie moeten deze van de stengel worden geplukt
Kenmerkend voor deze soort is dat de schijnvruchtjes in een schijnaar staan. In België als adventief bekend en in Nederland is hij in het wild geheel onbekend. Ingedeeld in het geslacht Blitum is de naam Blitum capitatum.
De zaaitijd voor deze planten is van maart tot juli, de zaaidiepte is 2 tot drie centimeter. Vanwege het decoratieve uiterlijk worden deze soorten weer meer toepast.

## Toepassingen
De bladeren hebben een hazelnotensmaak en kunnen zowel gekookt als rauw geconsumeerd worden. Ook de vruchtjes zijn eetbaar en hebben een bietachtige smaak. De zaadjes bevatten oxalaat. Het veelvuldig consumeren van de zaadjes kan leiden tot het ontstaan van nierstenen en het wordt daarom aangeraden om de zaadjes te ziften bij het gebruik van de plant in siroop, confituur of gelei.